# 石井香织
石井香织（日语：／ Ishii Kaori，1990年2月1日—），日本女性偶像艺人，出生于日本千叶县。现为GROOVE entertainment旗下艺人。
石井是偶像团体「梦☆卵」（ゆめ☆たまご）的成员。

## 出演

### DVD
1. 《Pure White》（Goma Books，2007年）
2. （i-MAX，2008年）
3. （i-MAX，2008年）
4. 《Message》（竹书房，2008年）
5. 《Fresh! Eye》（Grasso，2009年）
6. （Line Communications，2009年）